# Jallejaure
Jallejaure är en sjö i Vilhelmina kommun i Lappland och ingår i Ångermanälvens huvudavrinningsområde. Sjön har en area på 1,02 kvadratkilometer och ligger 498,3 meter över havet. Sjön avvattnas av vattendraget Baksjöbäcken.

## Delavrinningsområde
Jallejaure ingår i det delavrinningsområde (722965-151031) som SMHI kallar för Utloppet av Jallejaure. Medelhöjden är 521 meter över havet och ytan är 13,58 kvadratkilometer. Räknas de 2 avrinningsområdena uppströms in blir den ackumulerade arean 27,43 kvadratkilometer. Baksjöbäcken som avvattnar avrinningsområdet har biflödesordning 3, vilket innebär att vattnet flödar genom totalt 3 vattendrag innan det når havet efter 388 kilometer. Avrinningsområdet består mestadels av skog (80 procent). Avrinningsområdet har 1,46 kvadratkilometer vattenytor vilket ger det en sjöprocent på 10,7 procent.